# Juan Pablo Bustamante
Juan Pablo Bustamante (Cartagena de Indias, Colombia, 16 de noviembre de 1978) es un cineasta y escritor colombiano, conocido por su humor negro e irreverente.

## Biografía
Bustamante inició su camino hacia la pantalla grande ingresando a la carrera de Artes Visuales, con Énfasis Audiovisual, en la  Universidad Javeriana de Bogotá. Fue allí donde escribió y dirigió dos de sus cortometrajes más reconocidos: Alma de guerrero, galardonado con el Premio del Público en la IV Muestra Itinerante Sin Formato organizada por el  Ministerio de Cultura de Colombia, y Cartagena de Indias: Una historia de cinco elementos, un documental que fue merecedor del primer puesto en la III Muestra de Nuevos Creadores en la 43.ª edición del Festival Internacional de Cine de Cartagena de Indias.
El 8 de abril de 2011, estrenó su ópera prima, el largometraje titulado inicialmente “Lecciones para un trío” y que más adelante fue rebautizado a Lecciones para un beso; una comedia romántica dirigida al público masculino y cuya historia fue filmada en más de 22 locaciones del centro histórico de la ciudad de Cartagena de Indias. El guion del mencionado filme obtuvo una beca para el Taller Cómo se Cuenta un Cuento, en la Escuela Internacional de Cine y TV de San Antonio de los Baños, dictado por el Premio Nobel de Literatura Gabriel García Márquez  y el realizador español Fernando León de Aranoa. Al Premio Nobel le gustó tanto dicho guion que sobre una copia borró las palabras 'un trío' del primer título del filme y la cambió por 'el mundo', quedando así la frase "Lecciones para el Mundo", rematado por el siguiente texto: "con un abrazote del que sí lo leyó y lo admiró. Gabriel García Márquez. 2006." Durante varias semanas que estuvo en cartelera, se mantuvo entre las tres películas más vistas de Colombia.
En el campo literario, irrumpió con fuerza lanzando, el 23 de abril de 2015, El Príncipe Azul abre puertas, el Bufón abre piernas bajo el seudónimo de Lucano Divina. El libro es un manual de seducción escrito desde la perspectiva de un tigre de bengala que promete convertir a los príncipes azules en bufones, porque esto último es lo que prefieren, según él, las mujeres. El personaje de Lucano Divina nació en un blog de humor negro que Bustamante escribe desde hace poco más de ocho años y que es uno de los más leídos de Latinoamérica, proveyéndole una fiel audiencia que ha convertido al libro en un bestseller en las tiendas virtuales donde está disponible.
Actualmente, Juan Pablo Bustamante está radicado en la ciudad de Nueva York desarrollando la voz de su próximo personaje, Apolinar Orellana, un detective privado de homicidios que nunca ha resuelto un homicidio, quien será la única esperanza para descifrar el misterio de un asesino en serie que aterroriza a Cartagena de Indias utilizando sistemas de tortura de la Santa Inquisición.

## Obra

### Películas
| Año  | Título                                               | Género                 | Metraje      | Cargo                                 |
| ---- | ---------------------------------------------------- | ---------------------- | ------------ | ------------------------------------- |
| 2011 | Lecciones para un beso                               | Comedia romántica      | Largometraje | Director y guionista                  |
| 2007 | El amor en los tiempos del cólera                    | Romance                | Largometraje | Asistente del Diseñador de Producción |
| 2003 | Cartagena de Indias: Una historia de cinco elementos | Documental promocional | Cortometraje | Director y guionista                  |
| 2001 | Alma de guerrero                                     | Aventuras/Animación    | Cortometraje | Director y guionista                  |

### Libros
| Año  | Título                                               | Género           | Páginas    | Idiomas traducidos |
| ---- | ---------------------------------------------------- | ---------------- | ---------- | ------------------ |
| 2016 | Livin' la vida boba                                  | Humor/No ficción | 211 aprox. | Inglés             |
| 2015 | El Príncipe Azul abre puertas, el Bufón abre piernas | Humor/No ficción | 175 aprox. | Inglés             |